# Jô Soares
José Eugênio Soares (Rio de Janeiro, 16 de janeiro de 1938 – São Paulo, 5 de agosto de 2022), mais conhecido como Jô Soares, foi um apresentador de televisão, escritor, dramaturgo, diretor teatral, ator, humorista, músico e artista plástico brasileiro.
Jô Soares surgiu como um dos grandes nomes da televisão após criar o humorístico Família Trapo, na RecordTV, onde também atuou como o personagem Gordon. Continuando na seara do humor, foi o responsável por sucessos como Satiricom, Planeta dos Homens e Viva o Gordo na TV Globo.
Ao se transferir para o SBT, obtém notoriedade no comando do talk-show Jô Soares Onze e Meia entre os anos de 1988 e 1999, solidificando-se como entrevistador e precursor do formato no Brasil. Volta para a TV Globo, comandando o Programa do Jô entre 2000 e 2016, ano em que se aposenta da televisão. Falecido em 5 de agosto de 2022, sua morte repercutiu tanto na sociedade brasileira quanto na imprensa internacional.

## Biografia

### Vida pessoal
Nascido na cidade do Rio de Janeiro, José Eugênio Soares foi o único filho do empresário paraibano Orlando Heitor Soares e da dona de casa Mercedes Pereira Leal. Pelo lado materno, era bisneto do conselheiro Filipe José Pereira Leal, diplomata e político que, no Brasil Imperial, foi presidente da província do Espírito Santo. Por parte de seu pai, era sobrinho-bisneto de Francisco Camilo de Holanda, presidente da província da Paraíba, e do jornalista e escritor Órris Soares.
Jô queria ser diplomata quando criança. Estudou no Colégio de São Bento do Rio de Janeiro, no Colégio São José de Petrópolis, e em Lausana, na Suíça, no Lycée Jaccard, com este objetivo. Durante a estadia na Suíça ganhou o apelido de "Joe", redutivo da versão inglesa de seu nome, Joseph, bem como referência à popular canção "Hey Joe!", de Frankie Laine. Mais tarde se reduziria a Jô. Porém, percebeu que o seu senso de humor apurado e a criatividade inata apontava a outra direção.
Entre 1959 e 1979, foi casado com a atriz Therezinha Millet Austregésilo, com quem teve um filho, Rafael Soares (1964–2014), que tinha transtorno do espectro autista (TEA). Entre 1980 e 1983, foi casado com atriz Sílvia Bandeira, doze anos mais nova. Em 1984, começou a namorar a atriz Claudia Raia, num romance que durou até 1986. Namorou a atriz Mika Lins e, em 1987, casou-se com a designer gráfica Flávia Junqueira Pedras, de quem se separou em 1998. Era sobrinho de Togo Renan Soares, conhecido como "Kanela", ex-treinador da Seleção Brasileira de Basquetebol. Em outubro de 2007, durante uma entrevista com Maria Rita, o apresentador admitiu sofrer de transtorno obsessivo-compulsivo (TOC); em sua casa, os quadros precisam estar tombados levemente para a direita. No dia 1 de outubro de 2012, levou ao ar um programa especial que reprisou uma entrevista com Lolita Rodrigues e Nair Bello em homenagem à apresentadora Hebe Camargo, com quem declarou ter vivido intensas alegrias.
O apresentador falava, com diferentes níveis de fluência, cinco idiomas: português, inglês, francês, italiano e espanhol, além de ter bons conhecimentos de alemão. Traduziu um álbum de histórias em quadrinhos de Barbarella, criação do francês Jean-Claude Forest. Era católico, devoto de Santa Rita de Cássia. Em 25 de julho de 2014, foi internado no Hospital Sírio-Libanês para tratar de uma pneumonia, permanecendo no hospital por 22 dias.
Em 31 de outubro de 2014, morreu seu único filho, Rafael Soares, no Hospital Samaritano, na Zona Sul do Rio de Janeiro. No dia 3 de novembro, Jô dedicou-lhe o programa, em que fez um discurso contando um pouco da história dele. Em 4 de agosto de 2016, foi eleito para a Academia Paulista de Letras, assumindo a cadeira 33, que pertenceu ao escritor Francisco Marins.
Jô Soares era torcedor do Fluminense e foi homenageado pelo clube quando veio a falecer.

### Carreira

Retrato sob a guarda do Arquivo Nacional (Brasil)

Detentor de um talento versátil, além de atuar, dirigir, escrever roteiros, livros e peças de teatro, Jô Soares também foi um apreciador de jazz e chegou a apresentar um programa de rádio na extinta Jornal do Brasil AM, no Rio de Janeiro, além de uma experiência na também extinta Antena 1 Rio de Janeiro.
- 1956 — Estreia na televisão no elenco da Praça da Alegria, na época na RecordTV, onde ficou por 10 anos.
- 1959 - Estreia no cinema com o filme 'O Homem do Sputnik, de Carlos Manga, ao lado do humorista Oscarito, além de Cyl Farney, Norma Bengell e Zezé Macedo.
- 1965 — Protagoniza as duas únicas novelas de sua carreira: as comédias pastelão Ceará contra 007 e Mãos ao Ar, na Record. Ceará contra 007 foi uma das maiores audiências naquele ano no Brasil.
- 1967 — Em "Família Trapo", roteirizava ao lado de Carlos Alberto de Nóbrega e atuava como Gordon, o mordomo atrapalhado e descompensado. Último trabalho na Record.
- 1971 — "Faça Humor, Não Faça Guerra" foi primeiro humorístico da TV Globo a contar a com a participação do comediante. O programa em meio à Guerra Fria e ao conflito do Vietnã brincava com o slogan pacifista hippie "Make love, don't make war" (Faça amor, não faça a guerra).
- 1973 — "Satiricom", novo humorístico da TV Globo, com direção de Augusto César Vanucci, realizava roteiros com Max Nunes e Haroldo Barbosa. A atração satirizava o título do filme homônimo de Federico Fellini - "Satyricon". Na promoção do programa, todavia, diziam que era a "sátira da comunicação" num mundo que se tinha tornado uma "Aldeia Global", expressão que esteve na moda depois dos primeiros anos da TV via satélite.
- 1976 — "Planeta dos Homens", nova sátira com o cinema - desta vez, a série cinematográfica "O Planeta dos Macacos", atuava com roteiros de Haroldo Barbosa.
- 1981 — "Viva o Gordo", com direção de Walter Lacet e Francisco Milani, foi o seu primeiro programa solo. Havia roteiros de Armando Costa. Deu origem ao espetáculo do gênero One Man Show de Jô chamado "Viva o Gordo, Abaixo o Regime" (sátira explícita ao Golpe Militar de 1964 ainda vigente àquela época). As aberturas do programa brincavam com efeitos especiais, usando-se técnica de inserção de imagens de Jô entre cenas famosas do cinema (como em "Cliente Morto Não Paga" e "Zelig") ou "contracenando" com políticos nacionais e internacionais, como Orestes Quercia, Jânio Quadros, Ronald Reagan etc.
- 1982 — Participação no "Chico Anysio Show".
- 1983
  - Participação no musical infantil "Plunct, Plact, Zuuum".
  - Comentários no Jornal da Globo até 1987.
- 1988 — "Veja o Gordo" estreou no SBT com o mesmo estilo do "Viva o Gordo" da Rede Globo. Estreou também nesse ano, ainda no SBT, o talk show "Jô Soares Onze e Meia" (1988–1999).
- 2000 — Trazido de volta à Rede Globo, onde apresentou o Programa do Jô até 2016, e fez participação no especial de Natal do programa Sai de Baixo — episódio "No Natal a Gente Vem Te Mudar" (sátira ao título da peça de Naum Alves de Souza, "No Natal a Gente Vem Te Buscar") como Papai Noel.
- 2018 — Participou como comentarista do programa Debate Final, no Fox Sports, debatendo sobre a Copa do Mundo FIFA de 2018.[25]

### Morte
Jô Soares morreu no dia 5 de agosto de 2022, aos 84 anos, no Hospital Sírio-Libanês, na cidade de São Paulo, onde estava internado desde o dia 28 de julho para tratar uma pneumonia. A notícia de sua morte foi divulgada pela ex-esposa, Flavia Pedras, em uma publicação em sua página pessoal no Instagram, também confirmada pela assessoria de imprensa do apresentador. O hospital não informou qual foi a causa da morte, atendendo a um pedido do próprio ator à família. Anne Porlan, amiga pessoal de Jô, afirmou que ele faleceu de causas naturais. Em 22 de dezembro de 2022, foi divulgado que o apresentador falecera de insuficiência renal e cardíaca, estenose aórtica, e fibrilação auricular.
Sua morte teve grande comoção e repercussão no Brasil e no mundo. Várias pessoas famosas e autoridades prestaram-lhe homenagens. As emissoras de televisão como a TV Globo, SBT, TV Cultura, Rede Bandeirantes e Viva alteraram suas respectivas grades de programação previstas para os dias 5 e 6 de agosto, reexibindo alguns dos trabalhos e entrevistas onde o humorista participou.
A herança de Jô Soares foi dividida entre seis pessoas: sua ex-mulher, uma amiga e quatro funcionários. Flávia, que foi sua mulher entre 1987 e 1998, ficou com 80% da fortuna. A amiga de Jô Soares, Claudia Colossi, herdou 10% dos bens. Quatro funcionários que trabalhavam na residência do apresentador dividiram os 10% restantes. O patrimônio do apresentador foi estimado em aproximadamente R$ 50 milhões.
O apresentador foi cremado e teve parte de suas cinzas transformadas em biodiamante por Flávia Pedras.
Em 2024, o Globoplay produziu uma minissérie documental sobre a vida e carreira de Jô, Um Beijo do Gordo.

## Discografia
| Ano  | Álbum                                         | Info                                 | Selo              | Ref.   |
| ---- | --------------------------------------------- | ------------------------------------ | ----------------- | ------ |
| 1963 | O Volks do Ronaldo                            |                                      | Farroupilha       | [ 40 ] |
| 1972 | Norminha                                      |                                      | Som Livre         | [ 41 ] |
| 1980 | a B... e Outras Estórias                      | Álbum de Piadas                      | K-Tel             | [ 42 ] |
| 1992 | Quinteto Onze e Meia - O Álbum                | Álbum apenas do Quinteto Onze e Meia | CID Entertainment | [ 43 ] |
| 2000 | Jô Soares e O Sexteto - Ao Vivo no Tom Brasil |                                      | Globo Columbia    | [ 44 ] |

## Filmografia

### Televisão
| Ano     | Título                      | Cargo / Personagem      | Notas                                           |
| ------- | --------------------------- | ----------------------- | ----------------------------------------------- |
| 1956–67 | Praça da Alegria            | Alemão                  |                                                 |
| 1965    | Ceará contra 007            | Jaime Blonde            |                                                 |
| 1965    | Mãos ao Ar                  | Dom Pedrito             |                                                 |
| 1967–71 | Família Trapo               | Gordon                  |                                                 |
| 1971–73 | Faça Humor, Não Faça Guerra | Vários personagens      |                                                 |
| 1973    | Globo Gente                 | Apresentador            |                                                 |
| 1973–75 | Satiricom                   | Vários personagens      |                                                 |
| 1976–82 | Planeta dos Homens          | Vários personagens      |                                                 |
| 1977–78 | Praça da Alegria            | Alemão                  |                                                 |
| 1981–87 | Viva o Gordo                | Vários personagens      |                                                 |
| 1982    | Chico Anysio Show           | Coronel Pantoja         | Episódio: "12 de outubro"                       |
| 1983    | Plunct, Plact, Zuuum        | Mestre Cuca / Rei       | Especial de fim de ano                          |
| 1983–87 | Jornal da Globo             | Comentarista de cultura |                                                 |
| 1988–90 | Veja o Gordo                | Vários personagens      |                                                 |
| 1988–99 | Jô Soares Onze e Meia       | Apresentador            |                                                 |
| 2000–16 | Programa do Jô              | Apresentador            |                                                 |
| 2000    | Sai de Baixo                | Papai Noel              | Episódio: "No Natal a Gente Vem Te Mudar"       |
| 2002    | A Grande Família            | Ele mesmo               | Episódio: "Grandes Famílias, Pequenos Negócios" |
| 2018    | Debate Final                | Comentarista            |                                                 |

### Cinema
| Ano  | Título                                 | Personagem                                      | Notas        |
| ---- | -------------------------------------- | ----------------------------------------------- | ------------ |
| 1954 | O Rei do Movimento                     | Jornaleiro                                      |              |
| 1958 | De Pernas pro Ar                       | Jorginho                                        |              |
| 1958 | Pé na Tábua                            | Felício                                         |              |
| 1959 | Aí Vem os Cadetes                      | Nelson                                          |              |
| 1959 | O Homem do Sputnik                     | Espião Americano                                |              |
| 1960 | Vai que É Mole                         | Bolinha                                         |              |
| 1960 | Tudo Legal                             | Euclides                                        |              |
| 1965 | Pluft, o Fantasminha                   | Tio Gerúndio                                    |              |
| 1968 | Hitler III Mundo                       | Alex                                            |              |
| 1968 | Papai Trapalhão                        | Tio Abelardo                                    |              |
| 1969 | Agnaldo, Perigo à Vista                | Abelardo                                        |              |
| 1969 | A Mulher de Todos                      | Dr. Plirtz                                      |              |
| 1971 | Nenê Bandalho                          | Narrador                                        |              |
| 1973 | Amante muito Louca                     | Diretor                                         |              |
| 1976 | O Pai do Povo                          | El Magnífico Contreras / Cardinal / Silvestrina |              |
| 1979 | Tangarela, a Tanga de Cristal          | Erasmo                                          |              |
| 1986 | Cidade Oculta                          | Riperti                                         |              |
| 1995 | Sábado                                 | Homem na casa das máquinas                      |              |
| 2001 | O Xangô de Baker Street                | Desembargador Coelho Bastos                     |              |
| 2002 | Joana e Marcelo, Amor (Quase) Perfeito | Ele mesmo                                       |              |
| 2003 | Person                                 | Ele mesmo                                       | Documentário |
| 2004 | A Dona da História                     | Ele mesmo                                       |              |
| 2010 | VIPs: Histórias Reais de um Mentiroso  | Ele mesmo                                       | Documentário |
| 2012 | As Aventuras de Agamenon, o Repórter   | Ele mesmo                                       |              |
| 2013 | Giovanni Improtta                      | Presidente do Clube                             |              |

## Como autor/diretor

### Televisão
| Ano     | Trabalho                    | Emissora   | Escalação                   |
| ------- | --------------------------- | ---------- | --------------------------- |
| 1965    | Ceará contra 007            | RecordTV   | Colaborador                 |
| 1967–71 | Família Trapo               | RecordTV   | Autor principal             |
| 1971–73 | Faça Humor, Não Faça Guerra | Rede Globo | Autor principal             |
| 1976–82 | Planeta dos Homens          | Rede Globo | Autor principal             |
| 1981–87 | Viva o Gordo                | Rede Globo | Autor principal             |
| 1988–90 | Veja o Gordo                | SBT        | Autor principal             |
| 1988–99 | Jô Soares Onze e Meia       | SBT        | Criador do projeto original |
| 2000–16 | Programa do Jô              | Rede Globo | Criador do projeto original |

### Cinema
| Ano  | Trabalho                | Escalação                |
| ---- | ----------------------- | ------------------------ |
| 1976 | O Pai do Povo           | Autor; Diretor; Produtor |
| 2001 | O Xangô de Baker Street | Autor                    |

## Obras
- Os dilemas do Fantasma e do Capitão América (1972) — capítulo no livro Shazam!, de Álvaro de Moya[46]
- O Astronauta Sem Regime (1983)[47]
- Humor Nos Tempos do Collor (1992)[nota 1]
- A Copa Que Ninguém Viu e a Que Não Queremos Lembrar (1994)[nota 2]
- O Xangô de Baker Street (1995)
- O Homem que Matou Getúlio Vargas (1998)
- Assassinatos na Academia Brasileira de Letras (2005)
- As Esganadas (2011)
- O Livro De Jô - Uma Autobiografia Desautorizada - Vol. 1 (2017)
- O Livro De Jô - Uma Autobiografia Desautorizada - Vol. 2 (2018)